# Creniola saurida
Creniola saurida is een pissebed uit de familie Cymothoidae. De wetenschappelijke naam van de soort is voor het eerst geldig gepubliceerd in 1977 door Avdeev.